# La Capelle
La Capelle település Franciaországban, Aisne megyében. Lakosainak száma 1757 fő (2022. január 1.). La Capelle Buironfosse, Clairfontaine, La Flamengrie, Froidestrées, Lerzy és Sommeron községekkel határos.

## Népesség
A település népességének változása:
| Lakosok száma | 2065 | 2123 | 2149 | 1914 | 1827 | 1813 | 1788 | 1778 | 1772 | 1757 |
|               | 1968 | 1982 | 1990 | 2006 | 2013 | 2015 | 2017 | 2019 | 2020 | 2022 |